# Geranium palustre
Il geranio palustre (nome scientifico Geranium palustre (L., 1756)) è una pianta erbacea perenne appartenente alla famiglia delle Geraniaceae, originaria di Europa continentale e Russia asiatica.

## Tassonomia
La famiglia di appartenenza del “geranio nodoso” (Geraniaceae) è un gruppo vegetale di medie proporzioni organizzato in 12 generi per un totale di circa 700 specie.
 Il genere di appartenenza (Geranium) è abbastanza numeroso e comprende circa 420 specie, diffuse soprattutto nelle regioni temperate di tutto il mondo. Una trentina di queste specie sono proprie della flora italiana.

### Variabilità
Nell'elenco che segue sono indicate alcune varietà e sottospecie (l'elenco può non essere completo e alcuni nominativi sono considerati da altri autori dei sinonimi della specie principale o anche di altre specie):
- Geranium palustre L. f. albiflorum Pantu
- Geranium palustre L. f. lilacinum Murr
- Geranium palustre L. f. obtusatum Numeth
- Geranium palustre L. subsp. endressii (J. Gay) Bonnier & Layens (1894) (sinonimo = G. endressii)
- Geranium palustre L. var. albiflora Lange
- Geranium palustre L. var. brachyanthum Wacht. Ex Murr
- Geranium palustre L. var. glabrum (Murr) Graebn. in Asch. & Graebn.
- Geranium palustre L. var. minus (Besser) Graebn. in Asch. & Graebn.
- Geranium palustre L. var. nemorosum (Brugger Ex Syr. & Petunn.) Graebn. in Asch. & Graebn.
- Geranium palustre L. var. stipulaceum Franch. (1889)
- Geranium palustre L. var. subsylvaticum Rupr.
- Geranium palustre L. var. trifidum (Litv. Ex Syr. & Petunn.) Graebn. in Ach. & Graebn.
- Geranium palustre L. var. tuberosum (Schur) Graebn. in Asch. & Graebn.
- Geranium palustre L. var. turfosum (Peterm.) Graebn. in Ach. & Graebn.

### Sinonimi
La specie di questa scheda ha avuto nel tempo diverse nomenclature. L'elenco che segue indica alcuni tra i sinonimi più frequenti:
- Geranium himalayense
- Geranium palustre sensu Edgew. & Hook. f. in Hook., non L.
- Geranium pratense var. subsylvaticum (Rupr.) Graebn. in Asch. & Graebn.
- Geranium purpureum Gilib.

### Specie simili
- Geranium sanguineum L. - Geranio sanguineo: il colore dei fiori è molto simile, ma si distingue per la forma delle foglie in quanto sono palmate bi-partite con segmenti strettamente lanceolati. Questa specie inoltre vegeta a quote più basse ed è comune su tutta la penisola.

## Etimologia
L'etimologia del nome generico (Geranium) si riferisce alla parola greca ”ghéranos” che significa “gru”. Questa associazione probabilmente è nata molto anticamente ed è dovuta alla particolare forma (a becco) dell'ovario e del frutto delle piante di questo genere. In effetti già Plinio (Como, 23 – Stabia) conosceva questo nome se lo cita nel suo “Libro XXVI”, anche se è opportuno precisare che il geranio citato dallo scrittore latino era probabilmente un Erodium, in quanto il “geranio” (Pelargonium) come lo conosciamo noi oggi venne importato dall'Africa nel XVII secolo.

L'epiteto specifico palustre (= delle paludi) fa riferimento al particolare habitat di questa pianta.

Il binomio scientifico attualmente accettato (Geranium argenteum) è stato proposto da Carl von Linné (Rashult, 23 maggio 1707 –Uppsala, 10 gennaio 1778), biologo e scrittore svedese, considerato il padre della moderna classificazione scientifica degli organismi viventi, in una pubblicazione del 1756. 

In lingua tedesca questa pianta si chiama Stumpf-Storchschnabel; in francese si chiama Géranium des marais; in inglese si chiama: Bog Crane's-bill.

## Descrizione

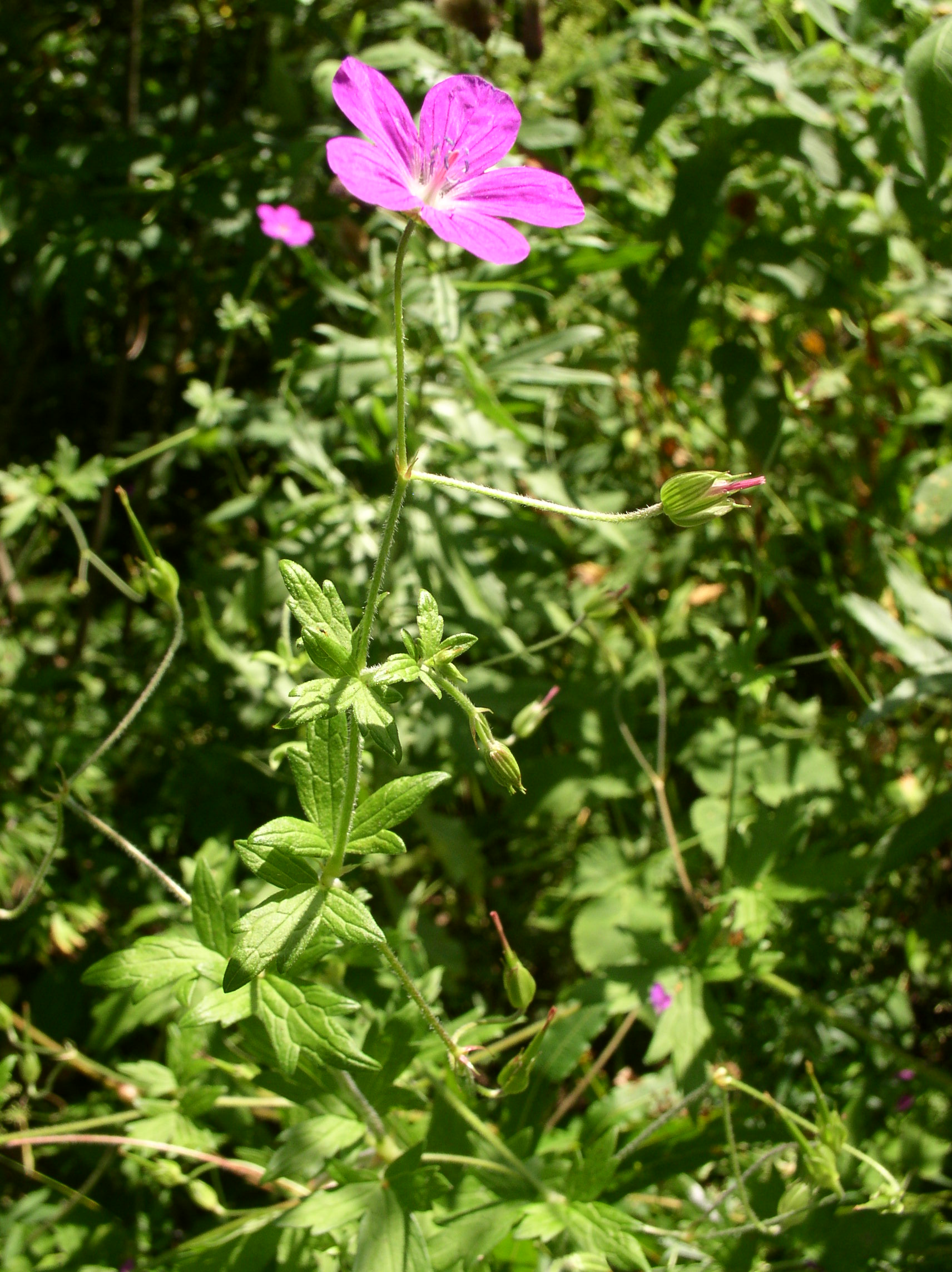
Il portamento

L'altezza media di questa piante è di circa 2–8 dm. La forma biologica del “geranio palustre” è emicriptofita scaposa (H scap), ossia è una pianta erbacea, perenne con gemme svernanti al livello del suolo e protette dalla lettiera o dalla neve, dotate di un asse fiorale più o meno eretto e con poche foglie. 

### Radici
Le radici sono secondarie da rizoma e di tipo fibroso.

### Fusto
- Parte ipogea: la parte sotterranea consiste in un rizoma cilindrico.
- Parte epigea: la parte aerea è eretta o prostrata e fogliosa; è inoltre ramosa con peli rivolti verso il basso.

### Foglie
Le foglie sono picciolate ed hanno una forma palmata (a nervatura pure palmata) con cinque lobi (o segmenti) incisi fino a circa 3/4 della foglia. I segmenti hanno una forma rombica e il margine è grossolanamente dentato (o crenato) fin alla metà di ogni segmento; i denti sono irregolari. L'apice dei lobi è acuto (angolo tra i 30° - 80°). La lamina delle foglie è larga quanto è lunga a forma più o meno pentagonale; mentre la superficie è ispida. Diametro delle foglie: 6 – 10 cm.

### Infiorescenza

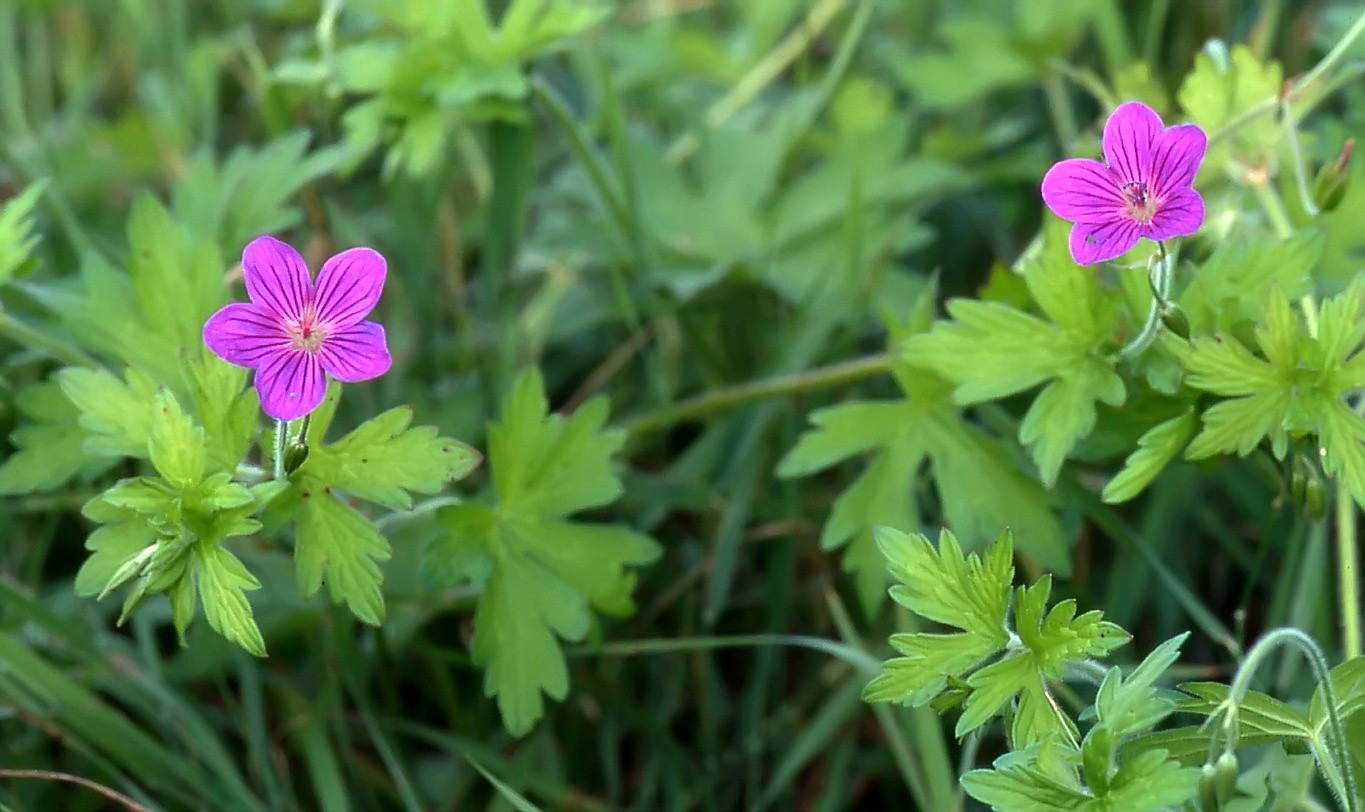
Infiorescenza

L'infiorescenza è composta da cime bi-flore. Insieme ad altri peduncoli fiorali (massimo 10 fiori per pianta) l'infiorescenza globalmente assume una forma piramidale. I peduncoli alla fruttificazione si ripiegano. Lunghezza dei peduncoli 1 – 3 cm.

### Fiore

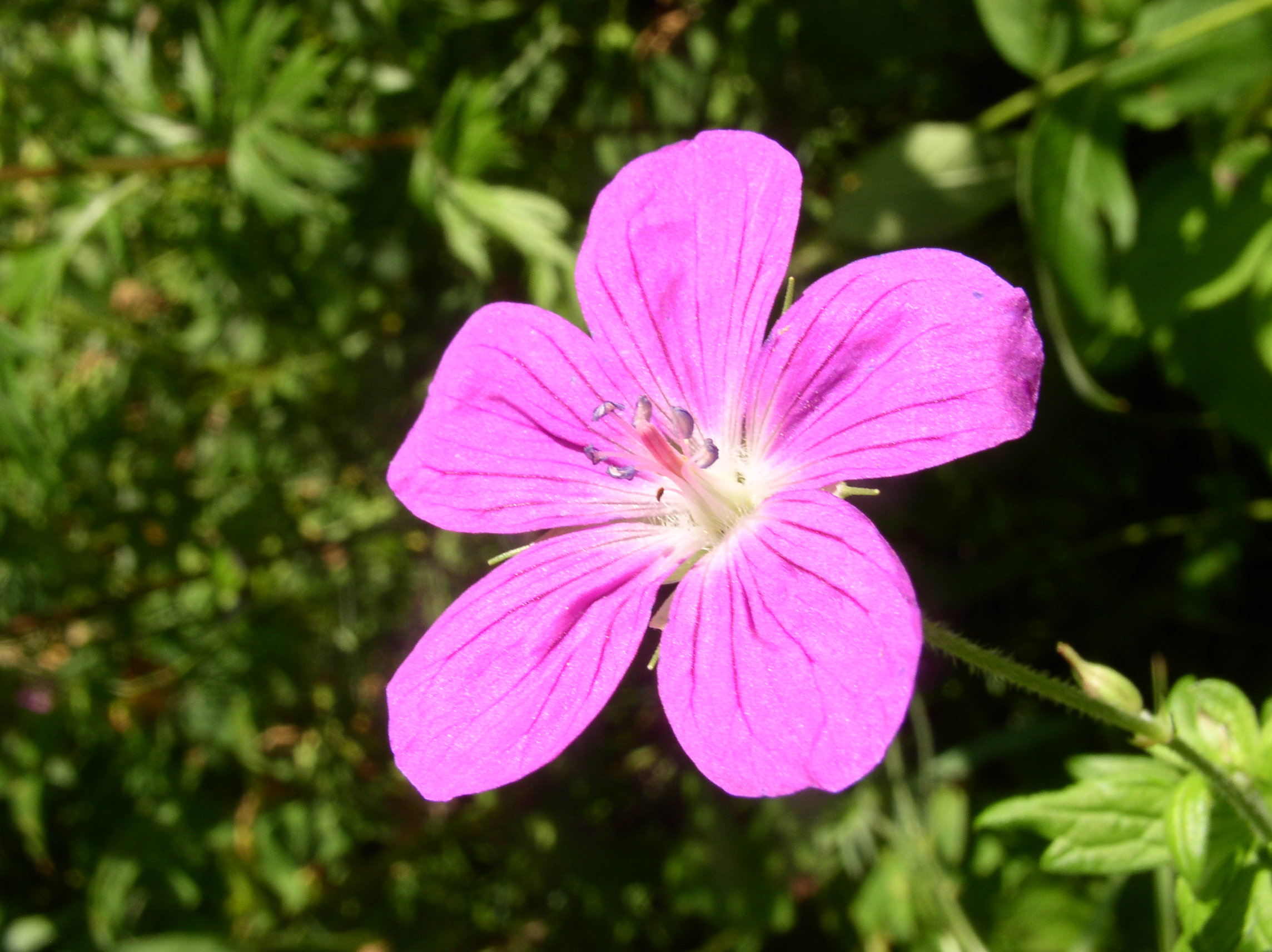
Il fiore

I fiori sono ermafroditi, attinomorfi (con lieve tendenza al zigomorfismo: i petali superiori possono essere appena un po' diversi da quelli inferiori), proterandri (infatti gli stimmi maturano dopo le antere del verticillo più esterno), pentaciclici (a cinque verticilli: calice – corolla – androceo su 2 verticilli - gineceo), pentameri (calice e corolla a cinque elementi), dialisepali e dialipetali (sia i sepali che i petali sono liberi – non saldati tra di loro). Diametro del fiore: 25 – 30 mm.
- Formula fiorale:

* K 5, C 5, A 5+5, G 5 (supero)
- Calice: i sepali sono cinque e disposti in modo semi-embricato (due sepali hanno entrambi i margini nascosti dagli altri sepali; altri due sepali sono completamente liberi; mentre il sepalo rimanente ha un margine ricoperto da un altro sepalo e un margine libero). L'apice dei sepali è prolungato in una resta o mucrone. Lunghezza del sepalo: 6 – 8 mm. Lunghezza della resta: 2 –3 mm.
- Corolla: i petali sono cinque colorati di rosa carico a forma obovata e a disposizione eretta così da formare quasi una coppa.; il colore al centro del fiore sfuma quasi al bianco; sono inoltre presenti 4-5 nervature radiali di tinta più scura. L'apice del petalo è un po' smarginato ma comunque il bordo è intero. I cinque petali sono disposti anch'essi in modo embricato ma più regolare dei sepali: ogni petalo ha un margine nascosto dal petalo precedente e l'altro margine sovrapposto al prossimo petalo. Le ghiandole nettarifere sono cinque e disposte in modo opposto ai sepali. Dimensione dei petali: larghezza 7 mm; lunghezza 14 – 16 mm.
- Androceo: gli stami sono dieci, saldati alla base, e tutti fertili disposti su due verticilli con la particolarità che il verticillo esterno matura prima di quello interno. Le antere sono violette.
- Gineceo: l'ovario è supero a cinque lobi formato da cinque carpelli contenente ciascuno due ovuli dei quali uno solo fruttifero; gli stili (prolungamento dei carpelli/ovario) sono cinque con ognuno uno stimma lineare e purpureo. Le codette dei carpelli sono concresciute e riunite in modo arcuato a cerchio (e non spiralato come in altri generi della stessa famiglia) a forma di becco. Queste in fase di maturazione si addensano maggiormente rispetto al tessuto adiacente (più precisamente per avvolgimento igroscopico dello stilo) per cui si crea una certa tensione che alla fine fa prorompere all'esterno il relativo carpello trasformato in mericarpo contenente un singolo seme, favorendo così la disseminazione di tipo “epizoocora” (quando i semi rimangono attaccati al corpo degli animali)[2][3][4].
- Fioritura: da giugno ad settembre.
- Impollinazione: impollinazione per entomogamia (a volte anche per autofecondazione anche se normalmente prevale la proterandria).

### Frutti

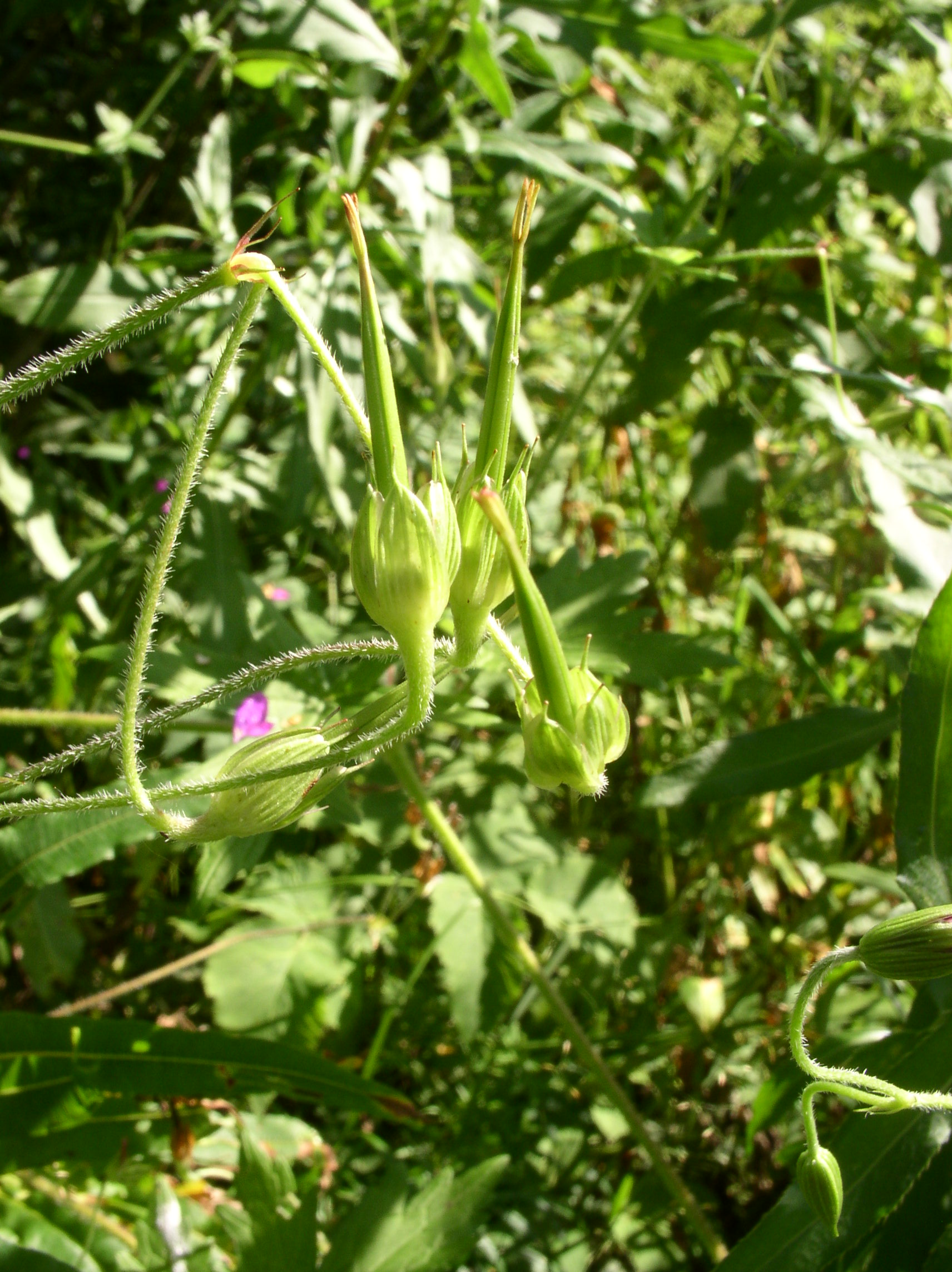
I frutti

Il frutto è una capsula (di tipo schizocarpo) composta da 5 acheni (o mericarpi); ha quindi una forma a cinque lobi. Ogni lobo contiene un solo seme (achenio monosperma). La parte inferiore del frutto è avvolta nel calice accrescente, mentre la parte superiore consiste in un becco allungato. Lunghezza del becco: 1 – 2 cm.

## Distribuzione e habitat
- Geoelemento: il tipo corologico (area di origine) è Centroeuropeo, ma anche Ovest Asiatico.
- Diffusione: si trova, ma raramente, solo sulle Alpi (in particolare nelle province di TO BG BZ UD BL). Sui rilievi europei si trova nel Massiccio del Giura, Vosgi, Foresta Nera, Monti Balcani, Pirenei e Carpazi. È una specie frequente anche in Asia temperata.
- Habitat: l'habitat tipico per questa specie sono i prati umidi e torbosi o le paludi; ma anche ambienti umidi e temporaneamente inondati e bordi dei ruscelli. Il substrato preferito è calcareo con pH basico e terreno abbastanza nutriente e mediamente bagnato.
- Diffusione altitudinale: sui rilievi queste piante si possono trovare da 500 fino a 1350 m s.l.m.; frequentano quindi i seguenti piani vegetazionali: collinare e in parte montano.

## Fitosociologia
Dal punto di vista fitosociologico la specie di questa scheda appartiene alla seguente comunità vegetale:
Formazione: delle comunità delle macro- e megaforbie terrestri
Classe: Filipendulo-Convolvuletea
Ordine: Filipenduletalia ulmariae
Alleanza: Filipendulo Petasition